# Нюкжа (река)
Ню́кжа — река в Забайкальском крае и Амурской области России, правый приток Олёкмы.
Длина реки составляет 583 км, площадь водосборного бассейна — 32 100 км². Берёт начало на склоне хребта Нюкжин. Река замерзает в октябре и остаётся под ледяным покровом до мая. Питание преимущественно дождевое.
Основной приток — Лопча.
Каменные скребки, нуклеусы-скребки и вкладыши, обнаруженные на памятнике Нюкжинская писаница при раскопках жертвенника, находят себе аналоги в ранненеолитических памятниках Прибайкалья, памятниках сыалахского времени в Якутии и в Шилкинской пещере близ села Шилкинский Завод на Верхнем Амуре. Нюкжинская писаница и все четыре группы рисунков быркинской писаницы (Забайкальский край) имеют общие стилистические и тематические особенности: изображение животных в профиль, с головами в форме параболы, отражение охотничьей магии.
У реки расположены населённые пункты Усть-Уркима, Ларба, Лопча, Чильчи, Юктали, Усть-Нюкжа (от истока к устью).
| Средний расход воды (м³/с) реки Нюкжи по месяцам и за год с 1963 по 1991 гг. (замеры производились на гидрологическом посту в районе п. Лопча, в 187 км от устья) |

Список обнаруженных в данном районе рыб включает 12 видов, относящихся к 7 семействам и 5 отрядам. В том числе в реке обитают такие ценные виды рыб как таймень и хариус. По всей видимости, данный список может быть существенно расширен.

## Топографические карты
- Лист карты O-51-XXXII. Масштаб: 1 : 200 000. Состояние местности на 1986—1989 год. Издание 1994 г.
- Лист карты O-51-XXXIII. Масштаб: 1 : 200 000. Указать дату выпуска/состояния местности.
- Лист карты N-51-III. Масштаб: 1 : 200 000. Состояние местности на 1967—1983 год. Издание 1986 г.
- Лист карты N-51-IV. Масштаб: 1 : 200 000. Состояние местности на 1967—1984 год. Издание 1987 г.
- Лист карты N-51-X Усть-Уркима. Масштаб: 1 : 200 000. Состояние местности на 1964—1983 год. Издание 1986 г.